# Fanny Stollár
Fanny Stollár (n. 12 noiembrie 1998, Budapesta, Ungaria) este o jucătoare de tenis maghiară.

## Carieră
Stollár a început să joace tenis la vârsta de trei ani. Ea a declarat că suprafața ei preferată este terenul dur.
În 2015, Stollár, născută la Budapesta, a câștigat titlul la Wimbledon la dublu fete, în pereche cu Dalma Gálfi.
Ea a învins-o pe Johanna Konta, a șasea favorită, în două seturi, în turul al doilea al turneului WTA de la Charleston, în aprilie 2018. Stollár jucase două meciuri de calificare și o învinsese pe Francesca Di Lorenzo în primul tur.
Cel mai mare titlu la dublu, până în prezent, a fost obținut la Openul Doamnelor din Ungaria 2018, unde, împreună cu jucătoarea spaniolă Georgina García Pérez, le-a învins în trei seturi pe Kirsten Flipkens și Johanna Larsson.
Ea a câștigat al doilea titlu la dublu în 2021, tot la Grand Prix-ul de la Budapesta, în pereche cu Mihaela Buzărnescu.

## Rezultate WTA

### Dublu: 6 (3 titluri, 3 vicecampioane)
| Legendă       |
| ------------- |
| Grand Slam    |
| WTA 1000      |
| WTA 500       |
| WTA 250 (3–3) |

| Finale pe suprafețe |
| ------------------- |
| Suprafață dură(1–2) |
| Zgură (2–1)         |
| Iarbă (0–0)         |
| Carpetă (0–0)       |

| Rezultate    | W–L | Dată           | Turneu                                      | Nivel         | Suprafață      | Parteneră             | Adversare                            | Scor             |
| ------------ | --- | -------------- | ------------------------------------------- | ------------- | -------------- | --------------------- | ------------------------------------ | ---------------- |
| Câștigătoare | 1–0 | februarie 2018 | Hungarian Ladies Open, Ungaria              | Internațional | Suprafață dură | Georgina García Pérez | Kirsten Flipkens Johanna Larsson     | 4–6, 6–4, [10–3] |
| Finalistă    | 1–1 | mai 2018       | Grand Prix Lalla Meryem, Maroc              | Internațional | Zgură          | Georgina García Pérez | Anna Blinkova Raluca Olaru           | 4–6, 4–6         |
| Finalistă    | 1–2 | februarie 2019 | Hungarian Ladies Open, Ungaria              | Internațional | Suprafață dură | Heather Watson        | Ekaterina Alexandrova Vera Zvonareva | 6–4, 4–6, [7–10] |
| Finalistă    | 1–3 | august 2019    | Washington Open, Statele Unite Ale Americii | Internațional | Suprafață dură | Maria Sanchez         | Coco Gauff Caty McNally              | 2–6, 2–6         |
| Câștigătoare | 2–3 | iulie 2021     | Budapest Grand Prix, Ungaria                | WTA 250       | Zgură          | Mihaela Buzărnescu    | Aliona Bolsova Tamara Korpatsch      | 6–4, 6–4         |
| Câștigătoare | 3–3 | iulie 2023     | Budapest Grand Prix, Ungaria (2)            | WTA 250       | Zgură          | Katarzyna Piter       | Jessie Aney Anna Sisková             | 6–2, 4–6, [10–4] |